# Occidozyga sumatrana
Occidozyga sumatrana es una especie  de anfibio de la familia Ranidae.

## Distribución geográfica
Se encuentra en Indonesia.   

## Estado de conservación
Se encuentra amenazada de extinción por la pérdida de su hábitat natural.